# Route des Crêtes

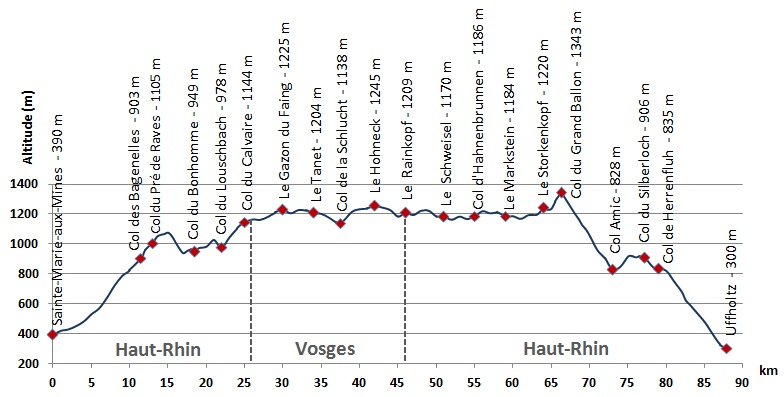
Hoogteprofiel

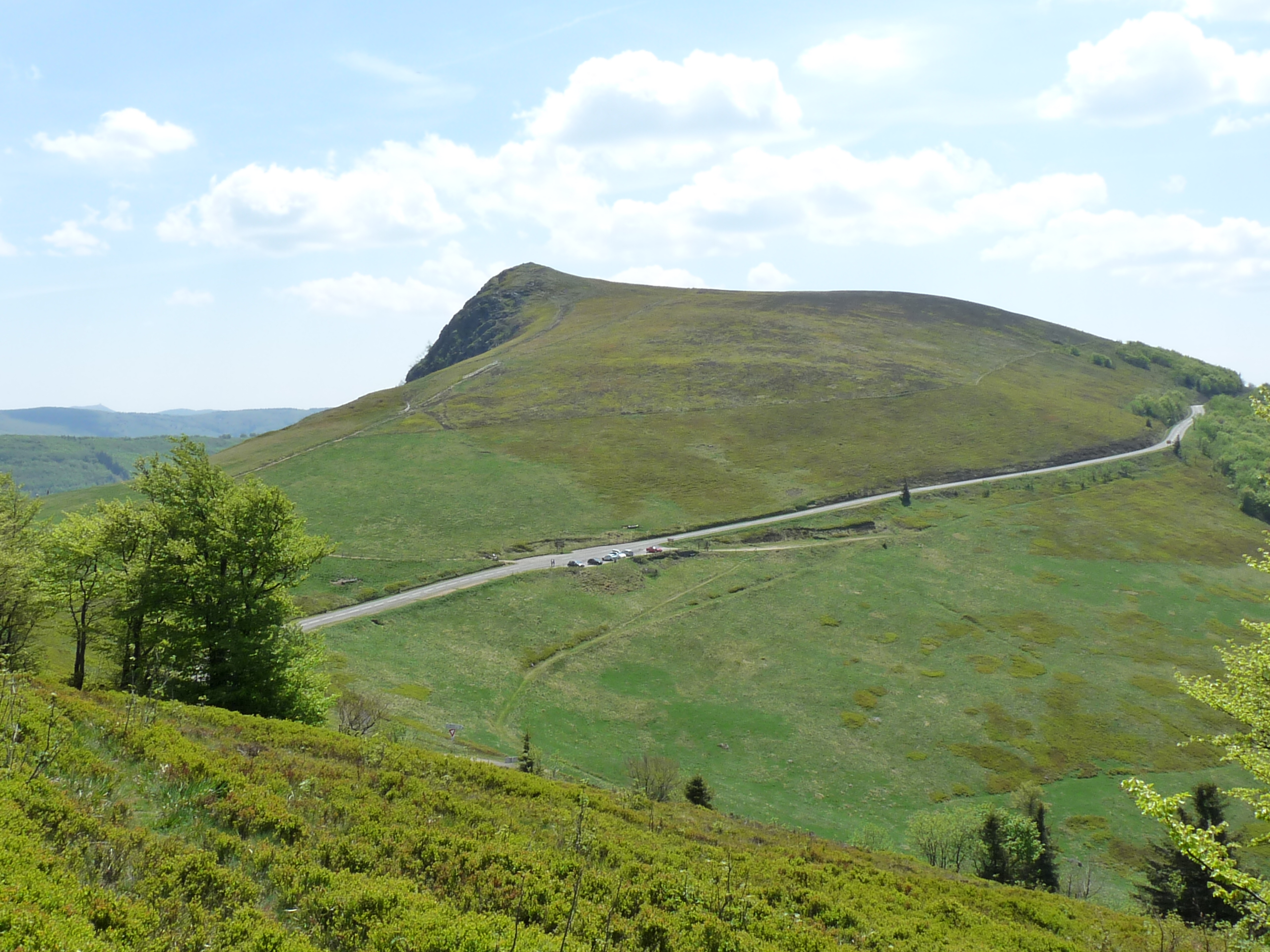
Route des Crêtes bij de Rothenbachkopf

De Route des Crêtes, ofwel de 'bergkamroute' is een 88 km lange weg en toeristische autoroute in de Vogezen, die in de richting noord-zuid alle hoogten van het massief van de Vogezen met elkaar verbindt. De weg  start niet, zoals zovelen denken, op de Col du Bonhomme, maar op de Col des Bagenelles op 905 m hoogte aan de D148A in het noorden en eindigt in Cernay in het zuiden. 
De weg is in 1914 door het Franse leger aangelegd op de westelijke zijde van een bergrug in de Vogezen die de grens vormt tussen Elzas en Lotharingen. In de periode 1871–1918 was de bergrug de grens tussen Frankrijk en Duitsland. De weg diende voor de bevoorrading van Franse troepen tijdens de Eerste Wereldoorlog. De wandelroute GR5 volgt een groot deel van deze weg.